# Caldanatus marginalis
Caldanatus marginalis is een hooiwagen uit de familie Gonyleptidae. De wetenschappelijke naam van Caldanatus marginalis gaat terug op Roewer.